# North River Shores
North River Shores est une census-designated place du comté de Martin, dans l'État de Floride, aux États-Unis,. En 2020, elle compte une population de 3 459 habitants.